# Gerold Rechle
Gerold Rechle (* 28. Juni 1964 in Saulgau; † 28. Dezember 2021 in Laupheim) war ein deutscher Politiker. Er war von 2018 bis zu seinem Tod Oberbürgermeister der oberschwäbischen Stadt Laupheim.

## Leben
Der Diplom-Verwaltungswirt (FH), Betriebswirt (VWA), Master of Laws (LL.M.) in Wirtschaftsrecht war von 2010 bis 2015 erster Beigeordneter und Stadtkämmerer der Stadt Laupheim, bevor er dort 2016 Erster Bürgermeister wurde. Er wurde am 17. Dezember 2017 zum Oberbürgermeister der oberschwäbischen Stadt Laupheim gewählt. Er folgte Rainer Kapellen (CDU) nach und trat sein Amt im Frühjahr 2018 an. Ab den Kommunalwahlen im Frühjahr 2019 war er zudem für die Freien Wähler Mitglied im Biberacher Kreistag. Am 20. Oktober 2021 kündigte er aus gesundheitlichen Gründen für das 1. Quartal 2022 seinen Rücktritt als Oberbürgermeister an.
Rechle war römisch-katholisch, verheiratet und Vater von vier Töchtern. Er starb Ende Dezember 2021 an den Folgen einer Krebserkrankung. Im Amt des Oberbürgermeisters von Laupheim folgte ihm Ingo Bergmann (SPD) nach.

## Ehrenamt
- Sänger und Mitglied im Vorstand des Silcherchores Donau-Bussen